# Hinges Military Cemetery
Hinges Military Cemetery is een Britse militaire begraafplaats met gesneuvelden uit de Eerste Wereldoorlog, gelegen in het Franse dorp Hinges (departement Pas-de-Calais). De begraafplaats werd ontworpen door William Cowlishaw en ligt aan de hoek gevormd door de Rue de Béthune en de Rue de la Jandrie op 360 m ten zuiden van het dorpscentrum (Église Sainte-Marguerite). Ze heeft een nagenoeg rechthoekig grondplan met een oppervlakte van ongeveer 343 m² en wordt omsloten door een lage bakstenen muur. Aan de open toegang staat het Cross of Sacrifice. De begraafplaats heeft met de zuidoostelijke muur een gemeenschappelijke grens met de gemeentelijke begraafplaats.
Er liggen 105 doden begraven waaronder 20 niet geïdentificeerde. 
De begraafplaats wordt onderhouden door de Commonwealth War Graves Commission.

## Geschiedenis
Het Kasteel van Hinges was het hoofdkwartier van het I, XI Indische en andere korpsen. Het dorp werd tot april 1918 gebruikt als rustplaats, toen de Duitse opmars werd gestopt aan het Canal d'Aire, iets meer naar het oosten. De begraafplaats werd gestart in mei 1915 en tot de daaropvolgende augustus voornamelijk gebruikt door veldambulances. Ze werd opnieuw gebruikt in april 1918. Na de wapenstilstand werden nog gesneuvelden van de periode april-augustus 1918 en vanuit de slagvelden direct ten oosten van het dorp, bijgezet.
Onder de geïdentificeerde doden zijn er 59 Britten en 26 Canadezen. Voor 4 Britten werden Special Memorials opgericht omdat hun graven niet meer gelokaliseerd konden worden en men neemt aan dat ze zich onder naamloze grafzerken bevinden.

## Onderscheiden militair
- Gordon Brooks Wright, majoor bij de Canadian Engineers werd onderscheiden met de Distinguished Service Order (DSO).